# ألن بوسورث
ألن بوسورث (بالإنجليزية: Alan Bosworth)‏ مواليد 31 ديسمبر 1967 في نورثامبتون، هو ملاكم محترف إنجليزي يصنف ضمن فئة وزن الوسط.

## إحصائيات
خاض خلال مسيرته 38 نزالا، فاز في 20 وتعادل في 2 وخسر في 16. فاز بالضربة القاضية في 6 نزالا.

## روابط خارجية
- ألن بوسورث على موقع بوكس ريك (الإنجليزية) (registration required)